# Mato Grosso del Sur
Mato Grosso del Sur (en portugués: Mato Grosso do Sul) es uno de los veintiséis estados que, junto con el distrito federal, forman la República Federativa de Brasil. Su capital es Campo Grande. Está ubicado al sur de la región Centro-Oeste. Limita al norte con Mato Grosso y Goiás, al noreste con Minas Gerais, al este con São Paulo y Paraná, al sur y oeste con Paraguay, y al noroeste con Bolivia. Con 357 000 km², es el sexto estado más extenso —por detrás de Amazonas, Pará, Mato Grosso, Minas Gerais y Bahía—, con 2 630 000 habitantes en 2014, es el séptimo estado menos poblado —por delante de Sergipe, Rondonia, Tocantíns, Acre, Amapá y Roraima, el menos poblado— y con 7,36 hab/km², el octavo menos densamente poblado, por delante de Pará, Tocantíns, Amapá, Acre, Mato Grosso, Amazonas y Roraima, el menos densamente poblado. Otras ciudades importantes son: Dorados, Corumbá y Três Lagoas. El estado, que tiene el 1.3 % de la población brasileña, es responsable del 1.5 % del PIB brasileño.

## Toponimia
En portugués, Mato Grosso significa «matorral espeso», teniendo aquí la palabra mato el significado de área boscosa y arbustiva («matorral»), mientras que do Sul significa «del Sur», y con esto señala la diferencia con el estado de Mato Grosso propiamente dicho. El nombre Mato Grosso, por su parte, es la traducción del guaraní de Kaaguazú o Kaaguasú.

## Historia
Antes de la llegada de los europeos hacia el siglo XVI, el territorio del actual estado de Mato Grosso del Sur estaba poblado por diversas etnias que frecuentemente estaban en lucha, pueblos pámpidos como los caduveo y bororo, pueblos lagidos o mezclados como los ishir, enxet y enlhet, pueblos de orígenes amazónicos como los guaraníes. Desde el siglo XVI, los españoles y los misioneros jesuitas bajo protección española, crearon diversos establecimientos entre los que se destacaron los del Itatín, subordinados al cabildo de Asunción del Paraguay. Sin embargo, esto no impidió las constantes malocas (incursiones) de bandeirantes y mamelucos luso-brasileños.
Tras la creación del Virreinato del Río de la Plata, ya gran parte del área, antes hispana, había sido ocupada por los luso-brasileños, aunque los límites con el nuevo virreinato estaban dados por el río Igurey (afluente directo del río Paraná) y el río Corrientes (afluente directo del río Paraguay). La ubicación exacta del río Corrientes era por demás discutida, ya que, aunque probablemente, correspondía al también llamado Mbotetey (luego llamado por los brasileños Miranda). También se lo confundía con el río Blanco.
Tras la independencia del Paraguay en 1811, gran parte del actual Mato Grosso del Sur pasó, por uti possidetis iure, a ser parte del territorio paraguayo; pero ni Portugal (a partir de la independencia paraguaya hasta 1822) ni Brasil (desde su independencia ante Portugal en 1822) reconocieron los límites del uti possidetis, y exigieron al estado paraguayo los límites del río Apa y del río Carapá o, en todo caso, la baja cordillera del Iguatemí; el área «contestada» (reivindicada) al Paraguay por Brasil, era rica en campos de yerba mate o, hacia el este, rica en zonas de buenas pasturas para ganado vacuno (Campos de Vaquería), mientras que al este daba con el estratégico Gran Pantanal, regulador de los flujos de agua dulce en la Cuenca del Plata.
El territorio disputado fue neutralizado, hasta que en 1863 subrepticiamente el estado brasileño estableció un fuerte en la zona de Dorados. Al inicio de la guerra de la Triple Alianza, los paraguayos pudieron consolidar su control en las áreas pretendidas por Brasil, y reconquistaron la zona del Itatín. Al finalizar la guerra en 1870, el Brasil obtuvo todos los territorios litigados, los cuales quedaron incorporados a la entonces provincia imperial del Mato Grosso.
Tras la guerra del Acre entre Brasil y Bolivia, aunque nominalmente Brasil reconocía como bolivianos territorios que nunca fueron brasileños, también Brasil adquiría de Bolivia no solo el Acre, sino además territorios en el Alto Paraguay y Alto Yaurú, estableciéndose desde entonces límites geodésicos artificiales en esa zona.
Durante la Segunda Guerra Mundial se creó el territorio especial de Punta Porá, que en gran medida correspondía a los territorios adquiridos por Brasil al Paraguay por el tratado de Cotegipe. Luego el territorio fue reincorporado al Mato Grosso. Los límites fijados no fueron otros que los que figuraban en el Tratado Secreto de la Triple Alianza, firmado por Argentina, Brasil y Uruguay.

### Secesión y surgimiento de Mato Grosso del Sur
Las ideas separatistas en el sur del Mato Grosso tuvieron inicio al comienzo del siglo XX, con una revuelta liderada por el coronel Mascareñas, que resultó en la derrota de los rebeldes. El norte siempre resistió, por temor al vaciamiento económico del estado.
Durante la Revolución Constitucionalista de 1932, la región sur se adhirió al movimiento, bajo la condición de que en caso de ganar, obtendría la división. El 11 de octubre de 1977, Mato Grosso del Sur fue finalmente separado, transformándose en Estado el 1 de enero de 1979, con la posesión del primer gobernador y de la Asamblea Constituyente.
La primera elección se llevó a cabo en 1982. Para justificar la separación, el gobierno federal argumentó que el antiguo Estado disponía de un área muy extensa, que dificultaba la administración.

## Geografía

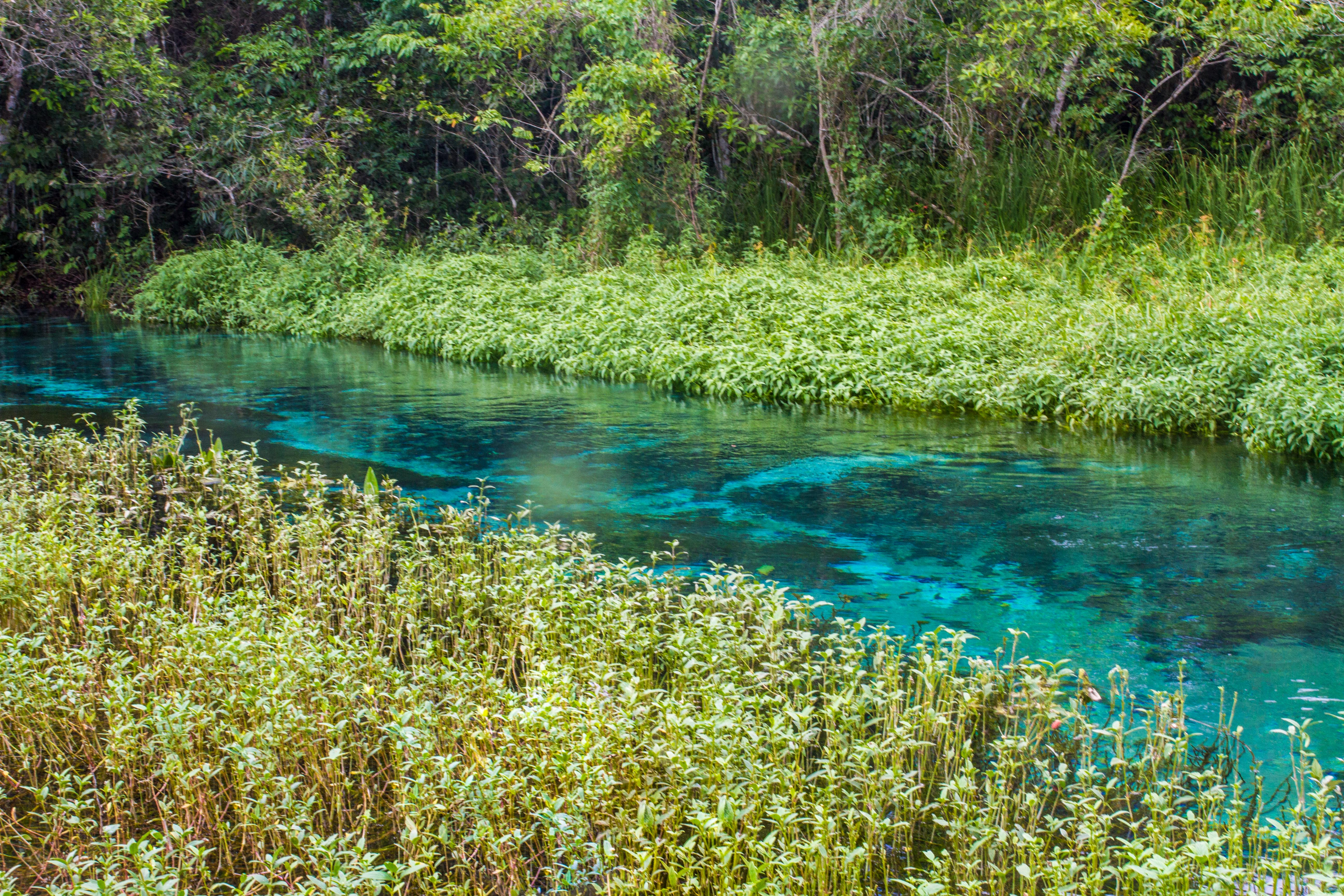
Barra do Sucuri.

Su territorio ocupa una superficie de 358 158 km².
El Pantanal cubre el extremo oeste del estado, las planicies el noroeste, y las mesetas con los escarpados de las sierras del Bodoquena (antigua Itatín) al este. A excepción de la zona del Pantanal, la mayor parte del territorio está dentro del bioma conocido como ecorregión del Cerrado, existiendo en las actuales fronteras con Paraguay aún relictos del denso bosque de yerba mate. Los ríos Paraguay, Paraná, Paranaíba, Miranda, Aquidauana, Taquarí, Negro, Apa y Corrientes, son los ríos principales.

## Economía

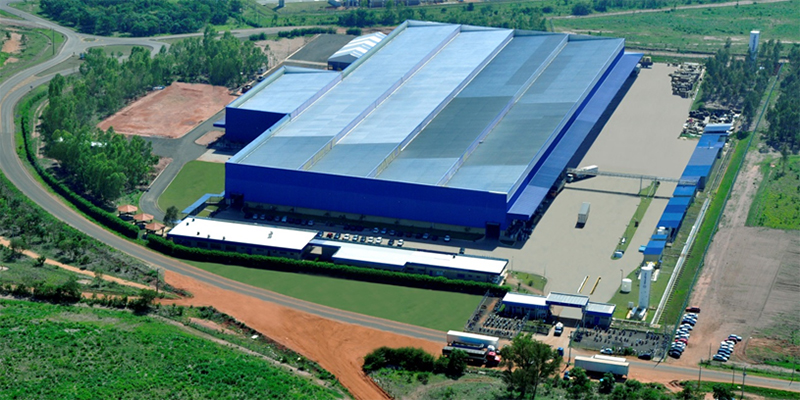
Fábrica de Metalfrio en Três Lagoas, multinacional brasileña fabricante de equipos de refrigeración.

La economía se basa en la agricultura (soya, maíz, algodón, arroz, caña de azúcar); en la ganadería de crianza; en la minería (hierro, manganeso, calcáreo); y la industria alimenticia, de cemento y minera. La capital, Campo Grande, es responsable por más de 25% del PIB del estado.
El sector de servicios es el componente más grande del PIB con 46.1%, seguido por el sector industrial con 22.7%. La agricultura representa el 31,2% del PIB (2004). Exportaciones de Mato Grosso do Sul: soja 34.9%, cerdo y pollo 20.9%, carne de res 13.7%, minerales 8%, cuero 7.4%, madera 5.1% (2002).
Participación de la economía brasileña: 1% (2005).

### Agricultura

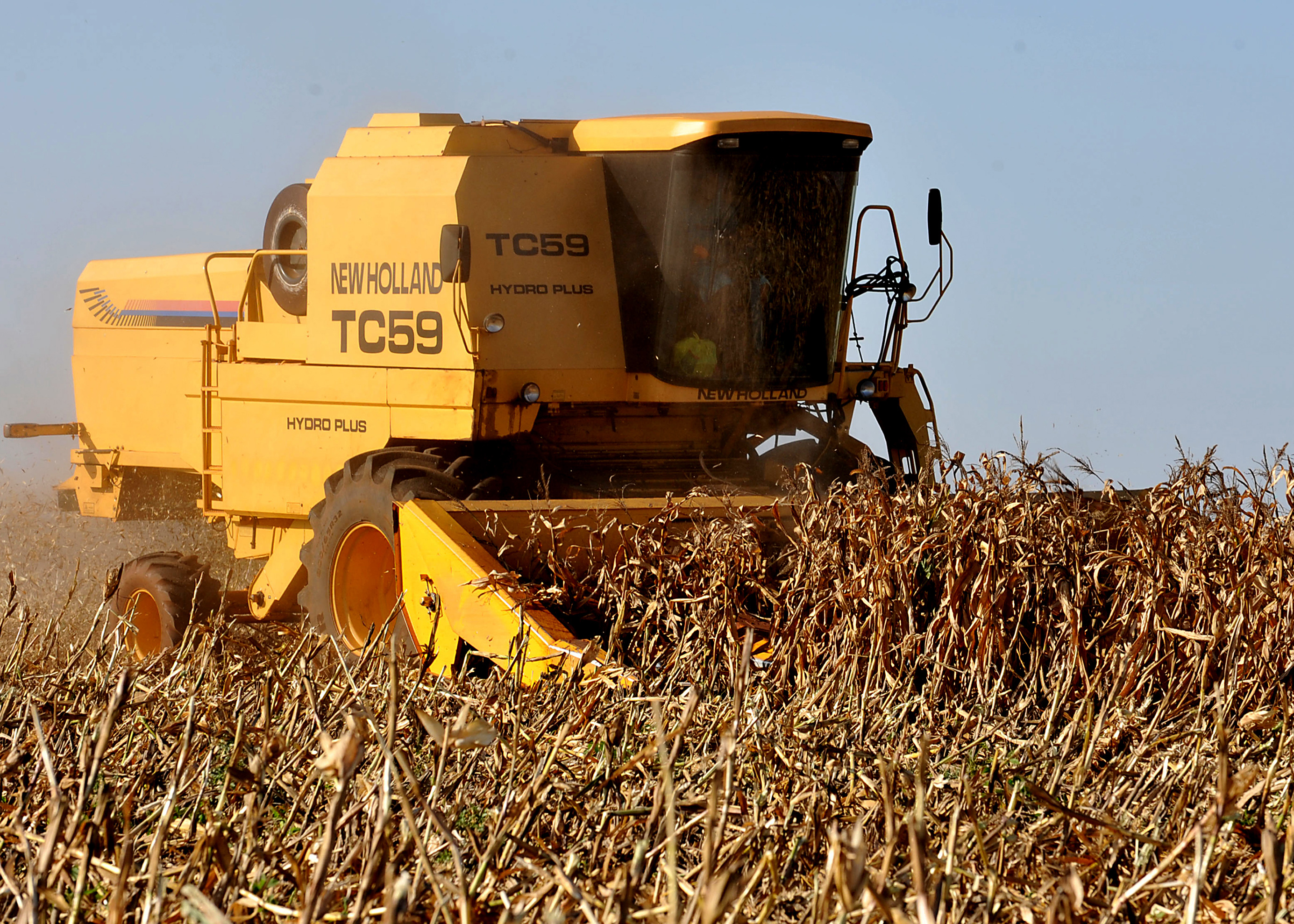
Cosechadora en una plantación de maíz en Dourados.

Según datos de 2020, si Mato Grosso do Sul fuera un país, sería el quinto productor mundial de semillas oleaginosas. En 2020, Mato Grosso do Sul fue el quinto mayor productor de granos del país, con un 7,9%. En soya, produjo 10.5 millones de toneladas en 2020, uno de los estados productores más grandes de Brasil, alrededor del quinto lugar. Es el cuarto mayor productor de caña de azúcar, con alrededor de 49 millones de toneladas cosechadas en la cosecha 2019/20. En 2019, Mato Grosso do Sul también fue uno de los mayores productores de maíz en el país con 10,1 millones de toneladas. En la producción de yuca, Brasil produjo un total de 17,6 millones de toneladas en 2018. Mato Grosso do Sul fue el sexto productor más grande del país, con 721 mil toneladas.

### Ganado
El estado tiene el cuarto rebaño de vacuno más grande de Brasil, con un total de 21,4 millones de cabezas de ganado. El estado es un importante exportador de carne de res, pero también de aves de corral y cerdo. En la avicultura, el estado tenía, en 2017, una bandada de 22 millones de aves. En carne de cerdo, en 2019, Mato Grosso do Sul sacrificó a más de 2 millones de animales. El estado ocupa la séptima posición brasileña en la cría de cerdos, y se está convirtiendo en el cuarto mayor productor brasileño en los próximos años.

### Minería
En 2017, Mato Grosso do Sul tuvo el 0,71% de la participación minera nacional (sexto lugar en el país). Mato Grosso do Sul tuvo producción de hierro (3,1 millones de toneladas por un valor de R $ 324 millones) y manganeso (648 mil toneladas por un valor de R $ 299 millones).

### Industria

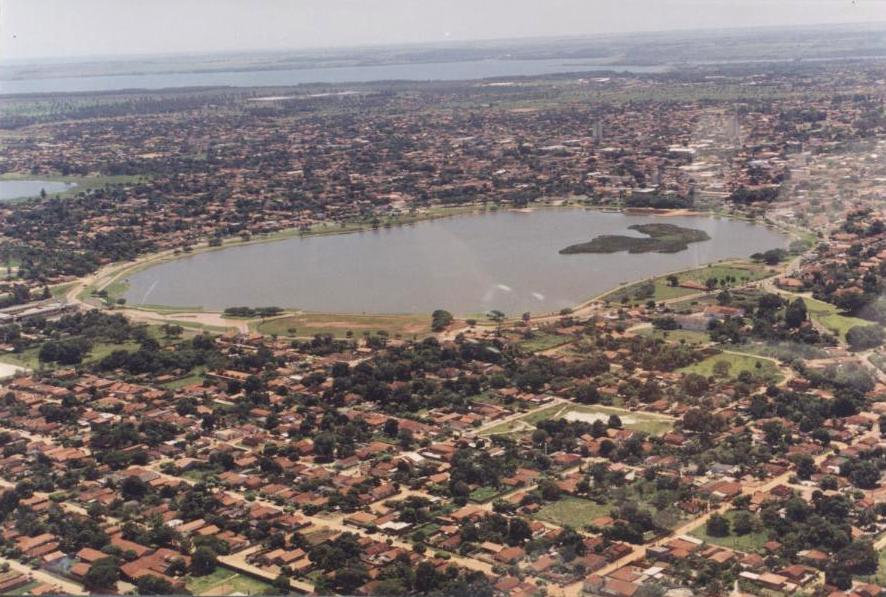
El municipio de Três Lagoas tiene uno de los PIB per cápita más altos del estado.

Mato Grosso do Sul tuvo un PIB industrial de R $ 19,1 mil millones en 2017, equivalente al 1,6% de la industria nacional. Emplea a 122,162 trabajadores en la industria. Los principales sectores industriales son: servicios industriales de servicios públicos, como electricidad y agua (23,2%), construcción (20,8%), alimentos (15,8%), pulpa y papel (15,1%) y derivados del petróleo y biocombustibles (12,5%). Estos 5 sectores concentran el 87.4% de la industria del estado.
En la ciudad de Três Lagoas, la producción de papel y celulosa es considerable. Mato Grosso do Sul registró un crecimiento superior al promedio nacional en la producción de celulosa, alcanzó la marca de 1 millón de hectáreas de eucalipto plantado, amplió su parque industrial en el sector y se consolidó como el primer exportador del producto en el país en el primer trimestre de 2020. Entre 2010 y 2018, la producción en el sur de Mato Grosso aumentó en un 308%, alcanzando 17 millones de metros cúbicos de madera en rollo para papel y celulosa en 2018. En 2019, Mato Grosso do Sul alcanzó el liderazgo de las exportaciones en el producto en el país, con 9,7 millones de toneladas comercializadas: 22,20% de las exportaciones totales de pulpa brasileña ese año.

## Turismo

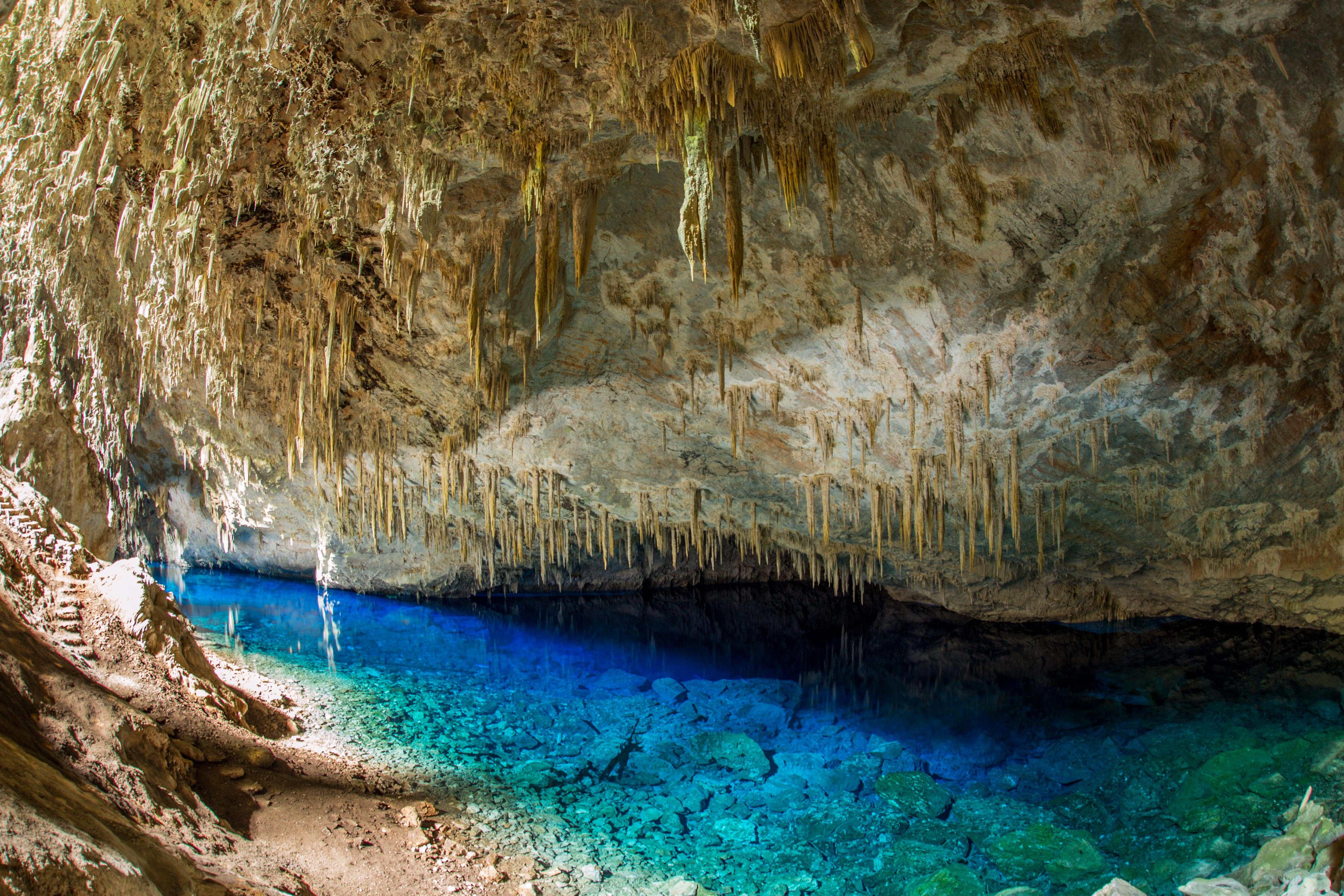
Gruta del Lago Azul en Bonito.

La ciudad turística más importante del estado es Bonito, considerada la capital del ecoturismo en Brasil. Sus principales atractivos son los paisajes naturales, y las inmersiones en ríos de aguas transparentes, cascadas, grutas y sumideros. Junto con Jardim, Guia Lopes da Laguna y Bodoquena, es el principal municipio que integra el complejo turístico de la región. El Pantanal es también un área de considerable visitación.
Ponta Porã, Bela Vista y Porto Murtinho, por estar ubicadas en la frontera con Paraguay, reciben muchos visitantes,  y con la construcción del Corredor Bioceánico, Porto Murtinho tendrá un aumento considerable en el turismo de negocios.

## Infraestructura

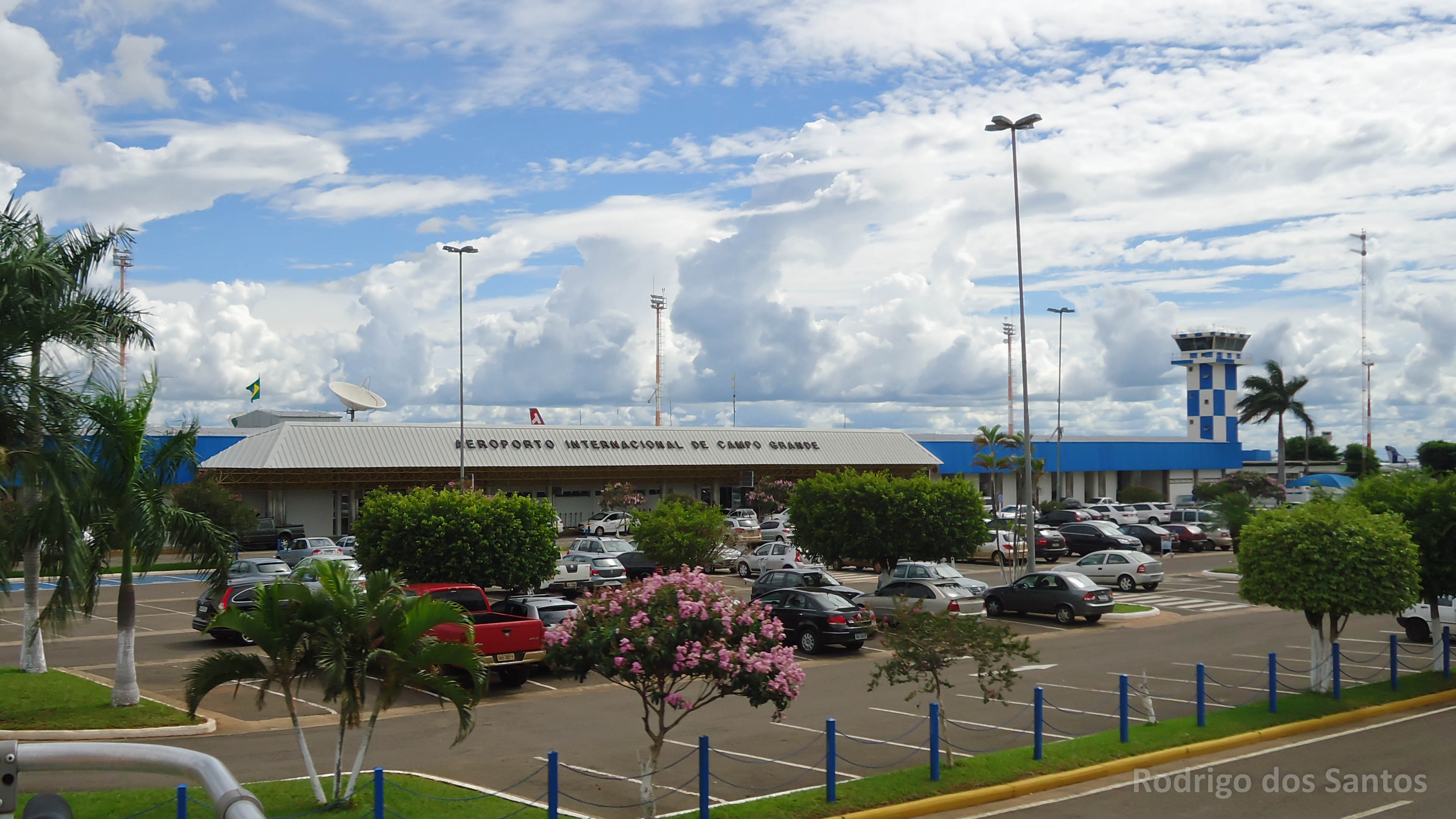
Aeropuerto Internacional de Campo Grande.

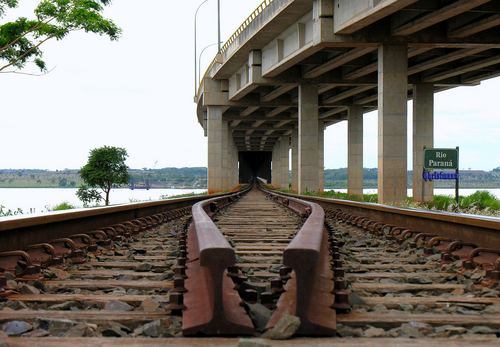
Ferrovia Norte Brasil, tramo sobre el río Paraná, entre los estados de Mato Grosso do Sul y São Paulo.

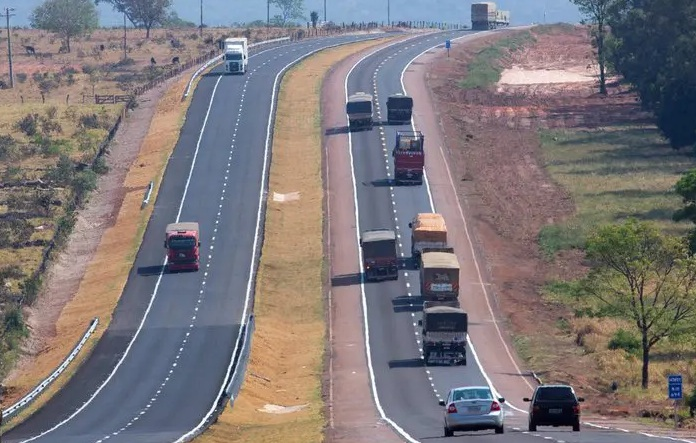
BR-163, tramo duplicado en Mato Grosso do Sul.

En 2022, Mato Grosso del Sur poseía, entre carreteras municipales, del estado de Mato Grosso do Sul y federales, 45 176,8 km de carreteras municipales, 15 084,0 km de carreteras del estado de Mato Grosso del Sur y 3197,6 km de carreteras federales. En 2022 había cerca de 8000 km de carreteras pavimentadas (entre carreteras del estado y federales). En BR-163 hubo alrededor de 120 km de carreteras duplicadas en 2022, con una planificación futura para tener un total de 847 km de duplicaciones, cruzando todo el estado. Otras carreteras importantes en el estado son BR-262, BR-060 y BR-267. Al tratarse de un estado que recién comenzó a estar más poblado en la década de 1970, su red de transporte se encuentra en un claro proceso de evolución, y sigue siendo una red viaria de baja densidad.
Mato Grosso del Sur es un estado bien servido en términos de aeropuertos, con siete en operación, tres de los cuales son internacionales (Aeropuerto Internacional de Campo Grande, Aeropuerto Internacional de Corumbá y Aeropuerto Internacional de Ponta Porã) y cuatro regionales (Aeropuerto Plínio Alarcom, Aeropuerto Regional de Dourados. Aeropuerto Regional de Bonito y Aeropuerto Regional de Nova Andradina).
El estado también cuenta con dos líneas ferroviarias: la Estrada de Ferro Noroeste do Brasil, que conecta el centro-oeste del estado de São Paulo con la ciudad de Corumbá, en Mato Grosso do Sul, a orillas del río Paraguay, con 1330 kilómetros de longitud; y Ferrovia Norte Brasil, que conecta la ciudad de Santa Fé do Sul con Rondonópolis desde 1989, siendo uno de los principales corredores para el flujo de granos en la región, con 755 kilómetros que conectan el noroeste de São Paulo con el sur de Mato Grosso.
La navegación fluvial, que volvía a ser importante, está perdiendo su preeminencia. Dos ejes fluviales conforman el estado, ambos pertenecientes a la cuenca del Río de la Plata. El río Paraguay integra al estado con los países vecinos Paraguay y Argentina, y con Mato Grosso a través del puerto de Cáceres. Los principales productos transportados por el río son: minerales de hierro y manganeso, cemento, madera, derivados del petróleo y ganado. En 1999, esta vía fluvial pasó a transportar azúcar, partiendo de Porto Murtinho. Los principales puertos son Corumbá (Corumbá, Ladário y Porto Esperança) y Porto Murtinho. Finalmente, por el río Paraná corre la Hidrovía Paraná-Tieté.

## Deporte

Autódromo Internacional Orlando Moura.

Mato Grosso do Sul tiene varias instalaciones deportivas que impulsan el turismo deportivo, con una razonable planificación de la infraestructura deportiva: todos los años recibe importantes eventos deportivos y automovilísticos como la Fórmula Truck y Stock Car, realizados en el Autódromo Internacional Orlando Moura, ubicado en la capital de estado.
En el estado, nacieron el medallista olímpico Rafael Silva en judo, el medallista en Campeonatos Mundiales de Atletismo Zequinha Barbosa, el tres veces campeón panamericano y finalista olímpico Leonardo de Deus en natación y Müller, campeón mundial de fútbol en 1994 por la selección brasileña.

## Etnias
La población del estado, según el censo del 2000, son 2 078 000 habitantes, y se componen así:
- 59,9% son blancos;
- 34,4% son mestizos
- 4,0% son negros;
- 1,7% son asiáticos e indígenas.

Según un cálculo de 2007, son 2 304 000 habitantes, de los que:
- 1.157.000 personas blancas (52%)
- 1,056,000 son mestizos (42%)
- 122.000 negros (5,15%)
- 15.000 asiáticos (0,64%)
- Pueblo amerindio (0,84%)

Según un estudio genético autosómico, la composición de la población de Mato Grosso do Sul es la siguiente: contribución Europea de 73,60%, contribución Africana de 13,90%, y contribución indígena de 12,40%.

## Municipios más poblados
Los municipios listados están con la población actualizada con la estimación de 2016
1 Campo Grande = 863.982
2 Dourados = 215.486
3 Três Lagoas = 115.561
4 Corumbá = 109.294
5 Ponta Porã = 88.164
6 Sidrolândia = 52.975
7 Naviraí = 52.367
8 Nova Andradina = 51.764
9 Aquidauana = 47.323
10 Maracaju = 44.042